# Mystic River (roman)
Pour les articles homonymes, voir Mystic River.
Mystic River (titre original : Mystic River) est un roman policier de Dennis Lehane paru en 2001. Il a remporté un Massachusetts Book Award.
Son adaptation cinématographique réalisée par Clint Eastwood et sortie en 2003 a remporté le César du meilleur film étranger ainsi que deux Oscars.

## Résumé
Sean Devine, Jimmy Marcus et Dave Boyle sont trois jeunes garçons issus de la communauté irlandaise de Boston dans le quartier de East Buckingham. Le premier vit dans le Point, la partie du quartier où vivent les plus aisés, et les deux autres dans les Flats, zone plus modeste.
Un jour, alors que les trois garçons jouent dans la rue, Dave Boyle se fait enlever par deux hommes se faisant passer pour des policiers. Il sera retrouvé quatre jours plus tard et ramené par la police dans son quartier, qui organise une fête pour l’occasion. Nul ne sait ce qui s'est passé pendant ces quatre jours. Plus tard, on apprend que l’un des deux ravisseurs est mort d’un accident de voiture et que l’autre, arrêté, s’est suicidé dans sa cellule.
Vingt-cinq ans plus tard, Sean a fait des études et est devenu policier. Jimmy a passé deux années de prison, s’est remarié avec Annabeth, avec qui il a eu deux filles, après la mort de sa première femme Marita, avec qui il a eu une fille Katie, et a ouvert une épicerie. Quant à Dave, il est marié à Celeste et a un garçon de sept ans.
Un soir, Dave rentre chez lui couvert de sang, en prétendant qu’un homme l’a agressé et qu’en se défendant, il l’a sûrement tué. Sa femme Celeste l'aide à faire disparaître les vêtements souillés. Le lendemain de l’agression de Dave, c’est-à-dire dimanche, Jimmy est réveillé par Pete, son employé, à six heures du matin pour l’avertir que sa fille Katie n’est pas venue travailler. Ce même matin, une voiture abandonnée et tachée de sang est découverte par deux garçons, à côté de Penitentiary Park dans Sydney Street. Les traces de sang se prolongent jusque dans Pen Park. Le BPD, Boston Police Department, est aussitôt sur place, mais la police d'État, dont Sean Devine fait partie, est aussi avertie. Une battue est organisée pour retrouver la victime.
Ce dimanche matin, c’est aussi la première communion de Nadine, la dernière fille de Jimmy, qui est inquiet de ne pas voir Katie. Après la cérémonie, Jimmy aperçoit des voitures de police se précipiter vers Sydney Street, où un attroupement s’est déjà produit, et par intuition, va vérifier. Il reconnaît la voiture abandonnée, qui est celle de Katie, et un peu plus tard, le corps sans vie de sa fille est découvert, horriblement défiguré par les coups. La police commence son enquête. Toute la journée, Sean Devine et son chef Whitey Powers interrogent les témoins : Jimmy Marcus et sa femme Annabeth, Diane et Ève, les deux amies de Katie, une vieille dame éveillée au moment de l'agression  Roman Fallow, ami de l’ex-petit ami de Katie, Bobby O’Donnell et enfin Brendan Harris, le nouveau petit ami de Katie. On apprend après ces interrogatoires que Katie et Brendan avaient l’intention de quitter Boston le jour même pour se marier à Las Vegas, d’où cette soirée entre amies qu’elles avaient passée en guise d’adieu, que Bobby O’Donnell, jaloux, est l’un des principaux suspects, et que Katie connaissait probablement le coupable. Dave est lui aussi interrogé par Sean et Whitey, car il était présent au Last Drop, le dernier bar que Katie avait fréquenté la veille. Son comportement étrange et ses réponses incohérentes éveillent les soupçons de Whitey puis de Sean qui le considèrent comme suspect. L'interrogatoire de Celeste Boyle ne fait que renforcer leur certitude que le couple Boyle leur cache quelque chose.
Le lendemain, effrayée par le comportement de son mari, Celeste part de la maison avec son fils, alors que Dave est amené au poste par Sean et Whitey. La police a en effet récupéré sa voiture et y a trouvé des traces de sang. Il n’avoue rien. La police découvre ensuite que le revolver qui a tué Katie est le même que celui utilisé lors d'un braquage, dix ans plus tôt, dans lequel était impliqué le père de Brendan Harris. Arrêté à son tour et placé une nuit en cellule, celui-ci n’avoue pas non plus. Ils sont tous deux libérés. Pendant ce temps, Celeste, déboussolée, va trouver Jimmy et lui confie que Dave est rentré chez eux couvert de sang la nuit où Katie a été assassinée.
Peu après, une voiture est retrouvée près du Last Drop. Avertis, Sean et Whitey se rendent sur place et trouvent du sang dans le coffre. Dave devient alors le principal suspect pour Whitey Powers qui ne voit cependant pas comment le coincer. En écoutant à nouveau le message qui a signalé la voiture abandonnée au 911, Sean et Whitey relèvent un indice qui leur avait échappé jusque-là : les deux garçons savent déjà que la victime est une femme alors que son corps est encore caché au fond du parc.
Au même moment, Dave se rend dans un bar, près de la Mystic River, avec Val Savage, le beau-frère de Jimmy. Ce dernier les rejoint. Dave comprend trop tard qu’il est tombé dans un traquenard et se fait tuer par Jimmy ; ce dernier est persuadé que Dave Boyle a assassiné sa fille. 
En rentrant de sa garde à vue, Brendan Harris a compris que son jeune frère Ray est impliqué dans le meurtre de Katie. Quand ce dernier entre avec son ami Johnny O’Shea, une altercation éclate entre Brendan et les deux jeunes, jusqu’à ce que Sean et Whitey entrent dans l’appartement pour arrêter les deux garçons.
Jimmy découvrira le lendemain, par l’intermédiaire de Sean, que Dave n’était pas le meurtrier de sa fille.

## Thèmes du roman
Les protagonistes sont issus de la communauté irlandaise de Boston, dans le quartier de East Buckingham et le titre Mystic River vient du nom d'une des deux rivières qui enserrent Boston. La rivière joue un rôle important dans le récit, comme passage en ensevelissement du temps. Elle est aussi au centre d'un contexte culturel et sociologique fréquemment employé par l'auteur.
Le roman narre l'histoire de trois hommes : Dave Boyle, Sean Devine et Jimmy Marcus. Amis depuis leur enfance, ils sont marqués par le drame de l'enlèvement, de la séquestration et du viol de Dave par deux hommes. Sean est devenu policier, Jimmy a fait de la prison et possède un petit commerce. Le roman fait donc une place aux thèmes de l'amitié et des traumatismes psychologiques de l'enfance.

## Adaptation
- 2003 : Mystic River, film américain réalisée par Clint Eastwood, d'après le roman éponyme, avec Sean Penn, Tim Robbins, Kevin Bacon, Laurence Fishburne et Marcia Gay Harden

## Prix et distinctions
- Prix Anthony 2002 du meilleur roman[1]